# Одинцов, Владимир Евгеньевич
Владимир Евгеньевич Одинцов (18 ноября 1924, село Михалёво, Тульская губерния — 28 марта 2009, Махачкала) — советский государственный и партийный деятель. Первый секретарь Северо-Осетинского обкома КПСС (1982—1988).

## Биография

### Образование
Окончил Сталинградский педагогический институт и Академию общественных наук при ЦК КПСС.
Кандидат исторических наук.

### Трудовая деятельность
- По национальности русский. Член КПСС с 1944 года.
- 1942—1943 гг. — помощник начальника политотдела по комсомолу Нехаевской МТС Сталинградской области.
- 1943—1947 гг. — второй, затем первый секретарь райкома[какого?] ВЛКСМ.
- 1947—1950 гг. — секретарь Сталинградского обкома ВЛКСМ.
- 1950—1953 гг. — лектор Сталинградского горкома КПСС,
- 1953—1957 гг. — заместитель заведующего отделом пропаганды и агитации Сталинградского горкома КПСС.
- 1957—1961 гг. — учился в Академии общественных наук при ЦК КПСС.
- 1961—1963 гг. — заведующий отделом пропаганды и агитации Калмыцкого обкома КПСС.
- 1963—1965 гг. — заведующий отделом организационно-партийной работы [[Калмыцкий областной комитет КПСС

Калмыцкого обкома КПСС]].
- 1965—1970 гг. — в аппарате ЦК КПСС.
- 1970—1979 гг. — второй секретарь Дагестанского обкома КПСС.
- 1979—1982 гг. — в аппарате ЦК КПСС.
- 1982—1988 гг. — первый секретарь Северо-Осетинского обкома КПСС.
- С 1988 года на пенсии.

Депутат Совета Национальностей Верховного совета СССР 11 созыва (1984—1989) от Северо-Осетинской АССР. Член ЦК КПСС в  1986—1989.
Умер 25 марта 2009 года в Махачкале. Похоронен в Москве на Троекуровском кладбище.

## Награды
- Орден Ленина
- Орден «Знак Почёта»
- 2 ордена Трудового Красного Знамени
- Орден Октябрьской Революции